# Imaginar-te
 Imaginar-te  (anglès: The Idea of You) és una pel·lícula de comèdia romàntica estatunidenca de 2024 dirigida per Michael Showalter a partir d'un guió que va coescriure amb Jennifer Westfeldt, basada en la novel·la homònima de Robinne Lee. Protagonitzada per Anne Hathaway i Nicholas Galitzine, narra la història d'amor entre una mare soltera i el cantant d'una popular banda de nois. S'ha subtitulat al català.
Les productores Cathy Schulman i Gabrielle Union van anunciar a finals de 2018 una adaptació cinematogràfica de la novel·la;no es va fer cap més avenç fins a mitjans de 2021 amb la participació de Westfeldt, Hathaway, Showalter i Galitzine. La pel·lícula va ser rodada pel director de fotografia Jim Frohna principalment a Geòrgia (Estats Units) a finals del 2022. Durant la postproducció, Peter Teschner va muntar la pel·lícula mentre que Siddhartha Khosla va compondre la banda sonora original. Savan Kotecha va compondre i va escriure les cançons originals.
Imaginar-te es va estrenar a South by Southwest el 16 de març de 2024 i Amazon MGM Studios va estrenar com a pel·lícula original de Prime Video el 2 de maig de 2024. La pel·lícula va rebre crítiques positives.